# Nick Clegg
Sir Nicholas William Peter "Nick" Clegg (Chalfont St Giles, Buckinghamshire, 7 de janeiro de 1967) é um político britânico. Foi o líder do Partido Liberal Democrata de 2007 até 2015, é casado com a advogada espanhola Miriam González Durántez.
Também foi vice primeiro-ministro do Reino Unido de 2010 até 2015, na coligação com o Partido Conservador, e Senhor Presidente do Conselho.
Nick Clegg tornou-se vice-primeiro-ministro do Reino Unido e Senhor Presidente do Conselho, em 11 de maio de 2010, através de uma coligação com o Partido Conservador, sob o primeiro-ministro David Cameron.
Renunciou ao cargo de líder do seu partido e de vice primeiro-ministro em 8 de maio de 2015 após o desastroso resultado nas urnas na eleição geral daquele ano, em que se partido perdeu quase 50 assentos no parlamento.